# Bitwa pod Rosieniami
Bitwa pod Rosieniami – bitwa pancerna stoczona w dniach 23–27 czerwca 1941 roku pomiędzy jednostkami niemieckiej 4 Grupy Pancernej dowodzonej przez gen. Ericha Hoepnera oraz jednostkami radzieckiego 3 Korpusu Zmechanizowanego dowodzonego przez gen. mjra Aleksieja Kurkina i jednostkami 12 Korpusu Zmechanizowanego dowodzonego przez gen. mjra Nikołaja Szestopałowa na terenie okupowanej Litwy, 75 km na północny zachód od Kowna. Bitwa została przeprowadzona przez dowódcę Frontu Północno-Zachodniego gen. Kuzniecowa jako próba związania i zniszczenia niemieckich wojsk, które sforsowały rzekę Niemen. Rezultatem bitwy było kompletne zniszczenie radzieckich jednostek pancernych należących do Frontu Północno-Zachodniego, co otworzyło drogę dalszej ofensywie niemieckiej w celu sforsowania rzeki Dźwina. Była to jedna z najważniejszych bitew pierwszych dni operacji Barbarossa znanych w radzieckiej historiografii jako Obronne Bitwy Graniczne (22–27 czerwca 1941) jako część większej Nadbałtyckiej Strategicznej Operacji Obronnej.

## Podłoże
Grupa Armii „Północ”, dowodzona przez feldmarsz. Wilhelma von Leeba, stacjonująca w Prusach Wschodnich przed rozpoczęciem ofensywy na Związek Radziecki, była najbardziej na północ wysuniętą grupą armii ze wszystkich trzech niemieckich grup armii biorących udział w inwazji na ZSRR. Grupa Armii „Północ” składała się z 18 i 16 Armii oraz 4 Grupy Pancernej dowodzonej przez gen. Ericha Hoepnera. Niemcy posiadali łącznie dwadzieścia dywizji piechoty, trzy dywizje pancerne oraz trzy zmotoryzowane dywizje piechoty. Wsparcie powietrzne zapewniała 1 Flota Powietrzna Luftwaffe.
Radziecka administracja wojskowa nad państwami bałtyckimi, gdzie Grupa Armii „Północ” miała zostać skierowana, była sprawowana przez Nadbałtycki Specjalny Okręg Wojskowy, który po inwazji został przemianowany na Front Północno-Zachodni dowodzony przez gen. płk. Fiodora Kuzniecowa. Na froncie w drugim rzucie znajdowały się 8, 11 i 27 Armia. Siły Frontu Północno-Zachodniego składały się razem z 28 dywizji strzeleckich, 4 dywizji pancernych i 2 zmotoryzowanych.

## Przebieg bitwy
4 Grupa Pancerna Grupy Armii „Północ” nacierała dwoma jednostkami tj. XLI i LVI Korpusem Pancernym. Ich celem było sforsowanie rzek Niemen i Dźwina, które były najtrudniejszymi przeszkodami naturalnymi dla Grupy Armii „Północ” w drodze na Leningrad.
Niemieckie bombowce zniszczyły wiele z ośrodków łączności, baz morskich, a w szczególności lotnisk. Od Rygi do Kronsztadu oraz w Szawlach, Wilnie i Kownie bomby spadały na starannie wybrane cele. Radzieckie samoloty były w stanie gotowości już wcześniej, ale mimo tego nadal trzymano je na lotniskach po pierwszej fali ataków niemieckich bombowców.
O godz. 9:30 rano 22 czerwca gen. płk Kuzniecow rozkazał dowódcom 3 i 12 Korpusu Zmechanizowanego zająć pozycje do kontrataku, zamierzając tym samym użyć tych jednostek w atakach z flanek na 4 Grupę Pancerną, która już wcześniej przedarła się do rzeki Dubissa. Około południa radzieckie dywizje zaczęły się jednak cofać. Tym samym niemieckie kolumny zaczęły skręcać w kierunku Rosieni, gdzie Kuzniecow skoncentrował swoje główne jednostki pancerne do kontrataku następnego dnia. Do wieczora wojska radzieckie wycofały się do Dubissy. Na północny zachód od Kowna jednostki zwiadowcze LVI Korpusu Pancernego gen. Ericha von Mansteina dotarły do Dubissy i zdobyły ważny wiadukt drogowy w Ejragole. Bez jego zdobycia niemieckie czołgi mogły zostać unieruchomione w czymś co było gigantycznym naturalnym rowem przeciwczołgowym. Szybki atak na Dyneburg zostałby w takim wypadku wykluczony. W międzyczasie na południowy zachód od Wilna pojawiło się więcej czołgów z 3 Grupy Pancernej, która wcześniej przedarła się przez obronę 11 Armii radzieckiej, czołgi te sforsowały Niemen po niezniszczonych mostach.
Do wieczora 22 czerwca niemieckie zagony pancerne sforsowały rzekę Niemen i przeniknęły 80 km w głąb terytorium ZSRR. 23 czerwca Kuzniecow wysłał swoje jednostki pancerne do walki. Niedaleko Rosieni XLI Korpus Pancerny został zaatakowany przez radzieckie czołgi z 3 i 12 Korpusu Zmechanizowanego. Jednak koncentracja czołgów radzieckich została odkryta przez Luftwaffe, która rozpoczęła natychmiast zmasowany nalot na kolumny pancerne 12 Korpusu Zmechanizowanego na południowy zachód od Szawli. Naloty te nie spotkały się z jakąkolwiek odpowiedzią radzieckich myśliwców i poczyniły olbrzymie zniszczenia wśród pojazdów korpusu. Szczególnie 23 Dywizja Pancerna poniosła potężne straty. Junkersy Ju 88 z 1 Floty Powietrznej Luftwaffe lecąc na niskim pułapie zapaliły 40 pojazdów, w tym czołgi i ciężarówki. Bitwa miała trwać cztery dni.

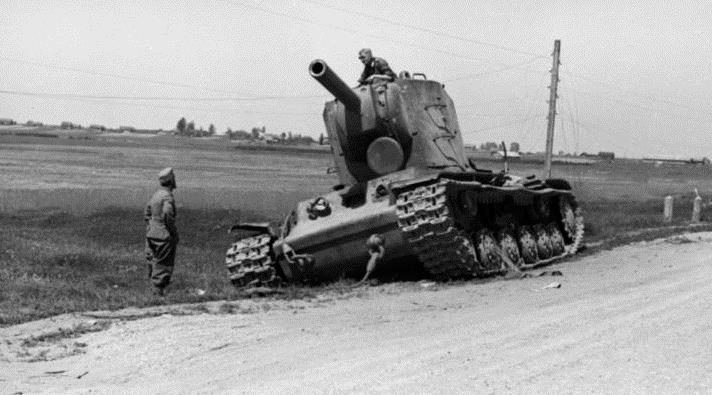
Radziecki czołg KW-2, czołg tego typu powstrzymywał natarcie niemieckiej 6 Dywizji Pancernej przez cały dzień. Na zdjęciu niemieccy żołnierze oglądają porzucony KW-2

Właśnie tu niemieckie siły po raz pierwszy spotkały się z radzieckimi ciężkimi czołgami KW. 2 Dywizja Pancerna gen. E.N. Soliankina z 3 Korpusu Zmechanizowanego zaatakowała i zniszczyła jednostki niemieckiej 6 Dywizji Pancernej w pobliżu Skaudwili 23 czerwca. Niemieckie czołgi PzKpfw 35(t) oraz broń przeciwpancerna były nieskuteczne w walce z radzieckimi czołgami ciężkimi. Niektóre z tych radzieckich czołgów, nie mając już amunicji, potrafiły się zbliżyć i zniszczyć niemiecką broń przeciwpancerną dosłownie rozjeżdżając ją. Niemieckie próby zniszczenia opancerzonych gigantów koncentrowały się w pierwszej kolejności na unieruchomieniu ich poprzez zniszczenie gąsienic, a następnie ostrzelaniu artylerią przeciwlotniczą lub wysadzeniu ich z bliska przy użyciu granatów przeciwpancernych.
Następnego dnia pojedynczy ciężki czołg KW-2 na skrzyżowaniu w pobliżu Rosieni zdołał odciąć jednostki niemieckiej 6 Dywizji Pancernej, które wcześniej ustanowiły przyczółki na Dubissie. Czołg ten powstrzymywał atak niemieckiej dywizji przez cały dzień, będąc cały czas atakowany przez różnoraką broń przeciwpancerną, aż w końcu skończyła mu się amunicja.
Według innej hipotezy, samotny radziecki czołg znalazł się tam przypadkiem, wjeżdżając w lukę pomiędzy oboma niemieckimi ugrupowaniami i zatrzymując się w wyniku braku paliwa lub awarii, zablokował jedyną drogę dla zaopatrzenia i transportu rannych. Niemcy podjęli tylko kilka prób unieszkodliwienia czołgu niewielkimi siłami, a od czasu pojawienia się czołgu do jego likwidacji minęły aż 22 godziny. Oznacza to, że czołg nie stanowił zagrożenia i nie blokował całej dywizji, bo gdyby tak było, niemiecki kontratak byłby bardziej zdecydowany i natychmiastowy. Zwłoka w rozwoju wydarzeń była spowodowana brakami w zaopatrzeniu dywizji. Niemcy jedynie przestawili część dział w kierunku tego czołgu, oczekując z tej strony ataku, który nie nastąpił.
Na południu do 23 czerwca dowódca radzieckiej 11 Armii gen. por. Morozow rozkazał jednostkom wycofanie się do starej twierdzy Kowno nad Niemnem, aby potem wyruszyć dalej w kierunku Janowa, 45 km w kierunku północno-wschodnim. Do wieczora 25 czerwca radziecka 8 Armia wycofała się w kierunku Rygi, a 11 Armia w kierunku Wilna. Tym samym wystąpiła luka na froncie radzieckim od Wiłkomierza do Dyneburga.
Do 26 czerwca 1 Dywizja Pancerna oraz 36 Zmotoryzowana Dywizja Piechoty należące do XLI Korpusu Pancernego dostały się na tyły radzieckiego korpusu zmechanizowanego i otoczyły go. Pozbawiony paliwa 3 Korpus Zmechanizowany i 2 Dywizja Pancerna gen. Soliankina zostały prawie całkowicie zniszczone. Radziecka 5 Dywizja Pancerna oraz 84 Zmotoryzowana Dywizja Strzelecka zostały bardzo poważnie osłabione w związku z dużymi stratami w pojazdach i ludziach. 12 Korpus Zmechanizowany wydostał się z okrążenia, ale brakowało mu amunicji i paliwa.
Radziecka Flota Bałtycka została do 26 czerwca wycofana z portów w Lipawie, Windawie i Rydze. W międzyczasie LVI Korpus Pancerny von Mansteina szybkim marszem w kierunku Dźwiny zajął mosty niedaleko Dyneburga (zupełnie nieuszkodzone).

## Po bitwie
Po zajęciu mostów na Dźwinie i upadku Dyneburga wiodące formacje LVI Korpusu Pancernego poszerzały swój przyczółek w szybkim tempie. 25 czerwca marsz. Siemion Timoszenko rozkazał gen. płk. Kuzniecowowi zorganizowanie obrony na linii Dźwiny poprzez przeniesienie jednostek 8 Armii na prawy brzeg rzeki z Rygi do Līvāni, podczas gdy 11 Armia miałaby bronić sektora Līvāni–Krasław. Gen. płk Kuzniecow zdecydował się także skorzystać z 27 Armii gen. mjr. Nikołaja Bierzarina. Bierzarin miał wycofać swoje wojska z wysp Hiuma i Sarema oraz z Rygi i przenieść je do Dyneburga. W tym czasie naczelne dowództwo radzieckie (Stawka) przerzuciło 21 Korpus Zmechanizowany gen. Leluszenki z Moskiewskiego Okręgu Wojskowego, aby współpracował z 27 Armią. Gen. Leluszenko posiadał 98 czołgów i 129 dział.
O godz. 5:00 rano 28 czerwca na rozkaz Kuzniecowa Leluszenko zaatakował, mając na celu niemiecki przyczółek niedaleko Dyneburga. Von Manstein został zatrzymany na Dźwinie, ale przeprowadził atak już następnego dnia, uderzając wzdłuż szosy Dyneburg–Ostrow. W Rydze w godzinach popołudniowych 29 czerwca Niemcy sforsowali wiadukt kolejowy na rzece Dźwina. 30 czerwca wojska radzieckie wycofały się na prawy brzeg rzeki i do 1 lipca były już w pełnym odwrocie w kierunku Estonii. Przed Niemcami otworzyła się wtedy bezcenna szansa. Natychmiastowy marsz naprzód oznaczałby praktycznie brak możliwości obrony Leningradu przez Rosjan. Rozkazy przekreśliły tę szansę – wojska pancerne miały czekać na piechotę, co zajęło tydzień.
Gen. płk Kuzniecow został usunięty ze stanowiska przez Timoszenkę i dowództwo nad frontem przejął 4 lipca dotychczasowy dowódca 8 Armii gen. mjr Piotr Sobiennikow. Timoszenko wydał 29 czerwca dyrektywę dla Frontu Północno-Zachodniego, która zakładała, że w wypadku wycofania się z Dźwiny, następną linią obrony ma być rzeka Wielikaja. Miano nie szczędzić wysiłków w celu przeniesienia wojsk w ten rejon i utrzymania pozycji za wszelką cenę. Mimo tego obrona na rzece Wielikaja załamała się już 8 lipca, przy czym mosty drogowe i kolejowe zostały zajęte przez Niemców nietknięte. 9 lipca w godzinach wieczornych padł Psków, tym samym dowódca 11 Armii otrzymał rozkaz przeniesienia się do Dna. Rozpadanie się Frontu Północno-Zachodniego na linii Wielikaja i błyskawiczny atak Niemców w kierunku Ługi były niezwykle bolesnymi ciosami dla Sowietów, a sama 8 Armia nieuchronnie spychana była w kierunku Zatoki Fińskiej. Jednak kilkudniowe opóźnienie postępu Niemców w oczekiwaniu na piechotę dało wojskom radzieckim bezcenny czas na rozlokowanie większych sił w okolicy Leningradu i tym samym zapowiadało się, że bitwa o miasto będzie długa i bardzo ciężka.